# Shuto Kojima
Shuto Kojima (小島 秀仁 Kojima Shuto?), född 30 juli 1992 i Tochigi prefektur, är en japansk fotbollsspelare.
Kojima började sin karriär 2011 i Urawa Reds. 2014 blev han utlånad till Tokushima Vortis. Han gick tillbaka till Urawa Reds 2015. 2015 flyttade han till Ehime FC. Han spelade 94 ligamatcher för klubben. Efter Ehime FC spelade han för JEF United Chiba.